# Pentamidină
Pentamidina este un medicament antimicrobian, fiind utilizat în tratamentul mai multor boli infecțioase. Căile de administrare disponibile sunt intravenoasă, intramusculară și inhalatorie.
Molecula a fost aprobată pentru uz medical în anul 1937. Se află pe lista medicamentelor esențiale ale Organizației Mondiale a Sănătății. Este disponibil sub formă de medicament generic.

## Utilizări medicale
Pentamidina este utilizată în tratamentul următoarelor infecții:
- pneumonia cauzată de Pneumocystis jirovecii, profilaxie și tratament
- tripanosomiaza africană cauzată de Trypanosoma brucei gambiense
- leishmanioză
- babesioză

## Efecte adverse
Principalele efecte adverse asociate tratamentului sunt hipoglicemia și hipotensiunea arterială .